# Roberto Ripa
Roberto Ripa (Sant'Elpidio a Mare, 29 ottobre 1967) è un dirigente sportivo ed ex calciatore italiano, di ruolo difensore.

## Carriera
Dopo aver militato alcuni anni in Serie C1 nel Montevarchi e nell'Arezzo, ha giocato diverse stagioni in Serie B nella Fidelis Andria, nell'Ancona e nell'Udinese; ha disputato poi quattro stagioni in Serie A nel Bari e nel Perugia.
Successivamente, dopo due anni di militanza nella Ternana, approda alla Florentia Viola, nata sulle ceneri del fallimento della Fiorentina e costretta a ripartire dalle Serie C2: qui Ripa è tra i titolari inamovibili nella prima stagione e poi ancora nella rosa dell'anno successivo, che vede la squadra ammessa d'ufficio in Serie B e nel frattempo riappropriatasi dello storico nome.
Nella sua carriera ha disputato 49 presenze con 3 reti in Serie A ed ha collezionato oltre 220 gettoni in Serie B con 18 reti.
Dopo aver chiuso la carriera calcistica il presidente Andrea Della Valle gli affida il ruolo di team manager nella Fiorentina. Il 26 giugno 2014 gli viene affidato l'incarico di sviluppatore del marchio a livello internazionale, in particolare la partnership con la NorCal Premier Soccer. Il 21 agosto 2015 gli vengono affidati gli incarichi di club manager e team manager della Fiorentina.

## Palmarès

### Club
- Campionato italiano Serie C2: 1

Florentia Viola: 2002-2003 (girone B)